# Ute Enzenauer
Ute Enzenauer (* 18. Januar 1965 in Friesenheim) ist eine ehemalige deutsche  Radsportlerin und Weltmeisterin.
Mit 16 Jahren wurde Ute Enzenauer bei den Straßenradsport-Weltmeisterschaften 1981 in Prag überraschend Weltmeisterin und ging damit als bis dato jüngste Weltmeisterin in die Radsportgeschichte ein. Als jüngste Starterin war sie zudem mit einer Sondergenehmigung gestartet. Im selben Jahr wurde sie zur „Juniorsportlerin des Jahres“ gewählt.
1986 und 1987 wurde sie deutsche Straßenmeisterin, 1987 belegte den dritten Platz bei der Tour de France féminin. Bei den Olympischen Sommerspielen 1984 in Los Angeles belegte sie den achten Platz im Straßenrennen. Sie fuhr auch Rennen auf der Bahn. Enzenauer startete für den Verein GFR Ludwigshafen.
1987, mit erst 23 Jahren, trat Ute Enzenauer vom aktiven Radsport zurück, da sie den Anforderungen des Leistungssports nervlich nicht gewachsen war. Sie machte eine Ausbildung zur pharmazeutisch-kaufmännischen Assistentin, lebt heute in Ludwigshafen und arbeitet im dortigen Klinikum.